# Jejun

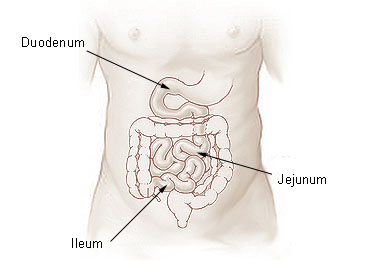
părțile intestinului subțire

Jejunul este partea centrală a intestinului subțire, fiind situat între duoden și ileon. Intestinul subțire poate avea o lungime de până la 8 m, iar jejunul este de aproximativ 2,5 m. 

## Funcții
- Digestia alimentelor
- Absorbția substanțelor hrănitoare.

• Pentru a crește perioada de absorbție apar cutări și plieri sub forma: valvule conivente, vilozități intestinale și microvili
▪︎ Vilozități intestinale sunt pliuri fine de 0,5-1mm
▪︎ Microvili de la suprafața celulei mucoasei intestinale